# Raionul Novhorodka, Kirovohrad
Novhorodka (în ucraineană Новгородківський район, transliterat: Novhorodkivskîi raion) este un raion în regiunea Kirovohrad, Ucraina. Reședința sa este așezarea de tip urban Novhorodka.

## Demografie
Componența lingvistică a raionului Novhorodka
     Ucraineană (97,05%)
     Rusă (2,07%)
     Alte limbi (0,71%)
Conform recensământului din 2001, majoritatea populației raionului Novhorodka era vorbitoare de ucraineană (97,05%), existând în minoritate și vorbitori de rusă (2,07%).